# الوارو انتون (بازیکن فوتبال زاده ۱۹۹۴)
الوارو انتون (انگلیسی: Álvaro Antón؛ زادهٔ ۱۸ مهٔ ۱۹۹۴) بازیکن فوتبال اهل اسپانیا است.